# Baterno
Baterno este un oraș din Spania, situat în provincia Badajoz din comunitatea autonomă Extremadura. Are o populație de 354 de locuitori.